# Turie, Starîi Sambir
Turie (în ucraineană Тур'є) este o comună în raionul Starîi Sambir, regiunea Liov, Ucraina, formată numai din satul de reședință.

## Demografie
Componența lingvistică a comunei Turie
     Ucraineană (99,93%)
     Alte limbi (0,07%)
Conform recensământului din 2001, majoritatea populației comunei Turie era vorbitoare de ucraineană (99,93%), existând în minoritate și vorbitori de alte limbi.